# Булова матрица
Булова матрица или логичка матрица је матрица чији су елементи искључиво логичке вредности тачно и нетачно, или логички изрази. У запису матрице се, поред других ознака, могу користити и 1 за тачно и 0 за нетачно. Примену налази како у математици нпр. за представљање бинарне релације између два коначна скупа, тако и у рачунарству нпр. за одређивање дела фрејм бафера, на коме ће нека пер пиксел операција бити извршена.